# Keith David
Keith David Williams (Nueva York, 4 de junio de 1956) es un actor de cine, cantante y comediante  estadounidense. Es conocido por sus papeles en películas como Crash, There's Something About Mary y Barbershop.
También tuvo papeles memorables en clásicos de culto como The Thing y They Live de John Carpenter, las películas de Riddick Pitch Black y Las crónicas de Riddick, y Platoon de Oliver Stone. Además es conocido como actor de voz, principalmente por su trabajo como narrador en películas de Ken Burns, por las cuales logró ganar el premio Emmy; otros de sus papeles incluyen Goliath en la serie de Disney Gárgolas, el Dr. Facilier en The Princess and the Frog, y videojuegos como Halo 2, Halo 3, Mass Effect, Mass Effect 2, Mass Effect 3, Transformers: The Game, Saints Row, Call of Duty: Modern Warfare 2 ,  Destiny 2 y en series como Hazbin Hotel y Rick y Morty

## Primeros años
David nació en Harlem, Nueva York, hijo de Delores Dickenson y Lester Williams. Se interesó en la actuación después de interpretar al León cobarde en una producción escolar de El mago de Oz; más tarde estudiaría actuación en la School of Performing Arts de Manhattan.

## Filmografía
- Disco Godfather (1979) (sin acreditar)
- The Thing (1982)
- Terror in the Aisles (1984)
- Platoon (1986)
- Hot Pursuit (1987)
- Braddock: Missing in Action III (1988)
- Off Limits (1988)
- Stars and Bars (1988)
- Bird (1988)
- They Live (1988)
- Road House (1989)
- Always (1989)
- Men at Work (1990)
- Marked for Death (1990)
- Final Analysis (1992)
- Article 99 (1992)
- There Are No Children Here  (1993)
- The Last Outlaw (1994)
- Reality Bites (1994)
- The Puppet Masters (1994)
- Clockers (1995)
- Dead Presidents (1995)
- The Quick and the Dead (1995)
- Blue in the Face (1995)
- Johns (1996)
- Loose Women (1996)
- The Grave (1996)
- Eye for an Eye (1996)
- Larger Than Life (1996)
- Johns (1996)
- Volcano (1997)
- Hercules (1997)
- Traición de patriotas (1997)
- Armageddon (1998)
- There's Something About Mary (1998)
- Pitch Black (2000)
- Requiem for a Dream (2000)
- Where the Heart Is (2000)
- The Replacements (2000)
- Semper Fi (2001)
- Novocaine (2001)
- 29 Palms (2002)
- Barbershop (2002)
- Agent Cody Banks (2003)
- Head of State (2003)
- Hollywood Homicide (2003)
- Agent Cody Banks 2: Destination London (2004)
- The Chronicles of Riddick (2004)
- Crash (2004)
- Mr. & Mrs. Smith (2005)
- Transporter 2 (2005)
- Dirty (2005)
- The Oh in Ohio (2006)
- Behind Enemy Lines II: Axis of Evil (2006)
- ATL (2006)
- If I Had Known I Was a Genius (2007)
- Delta Farce (2007)
- Beautiful Loser (2008)
- First Sunday (2008)
- Superhero Movie (2008)
- Chasing 3000 (2008)
- My Mom's New Boyfriend (2008)
- The Fifth Commandment (2008)
- The Sensei (2008)
- The Princess and the Frog (2009)
- Tras la línea enemiga 3: Colombia (2009)
- Coraline  (2009)
- Against the Dark (Cazadores de sangre) (Contra la oscuridad)  (2009)
- Don McKay (2009)
- Gamer (2009)
- All About Steve (2009)
- Pastor Brown (2009)
- Call of Duty: Modern Warfare 2 (2009)
- Lottery Ticket (2010)
- The Cabin in the Woods (2011)
- The Cape (TV Serie)[2] (2011)
- Mass Effect 3 (2012)
- Smiley (2012)
- Cloud Atlas (2012)
- Assault on Wall Street (2013)
- Saints Row IV (2013)
- Rick and Morty (2015)
- If I Tell You I Have to Kill You (2015)
- The Nice Guys (2016)
- Night School (2018) - Gerald Walker
- 17 Bridges (2019)[3]
- Mortal Kombat 11 (2020, Spawn DLC)
- Horizon Line (2021)
- Hotel Transylvania: Transformanía (2021)
- Nope (2022)
- Destiny 2 (2024, Reemplaza al fallecido Lance Reddick a partir de La Forma Final)
- American Fiction (2023)
- Hazbin Hotel (2024) - Husk
- Mufasa: El Rey León (2024)
- Mike & Nick & Nick & Alice (TBA)